# 遠東交易所
遠東交易所（英語：Far East Exchange Limited），簡稱遠東會，於1969年開業，於1970年代至1980年代中期是英屬香港的四家證券交易所之一，其被認為是首家由香港華人創辦的證券交易所。1986年與另外三家交易所合併成為「香港聯合交易所」，至2000年再改組成為現今的香港交易所。

## 歷史
遠東交易所由有「香港股壇教父」之稱的李福兆，聯同其兄長李福慶、王啟銘，胡百熙及白光等共11人創辦。早期香港只有一家證券交易所，是由英籍人士創辦及經營的香港證券交易所（簡稱「港交所」，俗稱「香港會」）。由於當時的香港證券交易所壟斷所有公司證券的公開買賣，其定下的上市條件十分嚴格，規模較小的企業申請在香港證券交易所上市十分困難，中小企業為主的港資及華資公司難以符合上市資格。1960年代，香港經濟開始起飛，不少中小企業希望上市集資，卻因被香港證券交易所拒絕而無法成事。1969年，李福兆曾嘗試購買香港證券交易所的交易席位，但申請遭到否決。
當時的香港法律並無限制成立證券交易所。1969年10月31日，李福兆及王啟銘等人向政府登記成立遠東交易所，1969年12月17日，遠東交易所正式開業。會址設於中環皇后大道中華人行201室，當時會員經紀行有35家，共46位經紀。開業首日成交額達211萬港元，而香港會則為456萬元。
遠東交易所相比英資為主的香港證券交易所，有多項創新的突破。香港證券交易所的交易以英文進行，而遠東交易所的交易則以中文進行。遠東交易所更容許女會員（Lady Member）及女性擔任出市員，是英聯邦國家中首家容許女會員的交易所；又容許多於一名出市員於交易大堂擔任出市工作。
相比較為封閉的香港證券交易所，為提高透明度，遠東交易所設置俗稱「金魚缸」的Public Gallery，在交易大堂裝設一層透明玻璃，公眾人士可隔著玻璃觀看交易大堂内交易員的一舉一動及交易情況，包括價位及成交等，吸引更多普羅大眾到遠東交易所進行股票買賣，並且提高了公眾對買賣股票的興趣。而「金魚缸」這名詞則常被使用以形容股票市場。
遠東交易所開業後，公司在交易所掛牌上市的門檻大為降低，吸引大量新興企業上市集資，而且普羅市民也多會在遠東交易所買賣股票，所以發展十分快速，遠東交易所開業頭一年，成交額已達29.96億港元，在1970年股市總成交額中佔49.5%，與香港證券交易所平分春色。不久，總成交額超越香港證券交易所，成為香港成交總額最高的交易所。因地方不敷應用，遠東交易所其後遷往雲咸街8號，總面積5,000平方呎。

## 四會時代
遠東交易所的成立，打破了香港證券交易所的壟斷局面，隨着其成功，另外兩家交易所在隨後兩年相繼成立，包括1971年3月15日成立的金銀證券交易所，及1972年1月5日成立的九龍證券交易所，形成四家交易所並存的情況。遠東交易所的成交量，遠高於其他三家交易所，而經紀及客戶人數亦為最多者。
香港政府鑒於越來越多證券交易所成立會令監管困難，因此在1973年3月1日緊急頒布《證券交易所管制條例》，規定自1973年3月2日起，創立任何交易所，需要獲得財政司或港督的批准。香港政府亦向四家交易所施壓，希望將四家交易所合併。

## 合併
早於1974年7月，四家交易所同意組成名為香港證券交易所聯會（The Hong Kong Federation of Stock Exchanges，簡稱「聯會」），就未來發展及合併交換意見。1977年，香港證券交易所及遠東交易所曾經進行私下的「小合併」，但是因為香港證券交易所內部意見分岐而最終取消。
1980年7月，香港聯合交易所有限公司（The Stock Exchange of Hong Kong Limited，簡稱「聯交所」）註冊成立，為正式合併踏出第一步。1986年3月27日，四家證券交易所在收市後一同停業，結束四會並立的時代。4月2日，四會正式合併成「香港聯合交易所」，至2000年再與香港期貨交易所及香港結算合併，成為今日的香港交易所。

## 會所
遠東交易所曾設有會所，為會員提供以順德菜為主的飲食宴會等服務。大廚包括梁棠、鄭錦富等。

## 資料來源
1. 1 2  專訪股壇教父：李福兆「香港畀過乜我」 （页面存档备份，存于） 蘋果日報，2013年4月23日
2. ↑  竊聽風雲　李福兆 （页面存档备份，存于） 壹週刊，第1123期
3. ↑  .   [2014-10-13]. （原始内容存档于2020-03-29）.
4. 1 2 3 4 5  《香港金融業百年》，馮邦彥著，三聯書店(香港)有限公司 ISBN：962-04-2129-9
5. 1 2 3  創立“遠東會”與競爭漸湧現 （页面存档备份，存于） 《香港股史 1841-1997》
6. 1 2 3 4 5  會所紛紛成立與政府急急立法 （页面存档备份，存于） 《香港股史 1841-1997》
7. ↑  . etnet. 2014-12-30  [2024-01-06]. （原始内容存档于2024-01-06）.
8. ↑  73年股災印象最深 （页面存档备份，存于） 明報，2007年5月21日
9. ↑  食悠遊 做好件事非做完件事 （页面存档备份，存于） 都市日報，2014年8月20日
10. ↑  米芝蓮廚富貴菜 （页面存档备份，存于） U Magazine, 2012年1月30日